# Denver Broncos 2008
La stagione 2008 dei Denver Broncos è stata la 39ª della franchigia nella National Football League, la 49ª complessiva e la 13ª e ultima con Mike Shanahan come capo-allenatore. La squadra, con un record di 8-5, perse tutte le ultime tre partite della stagione regolare. Shanahan, alla guida della squadra dal 1995, fu licenziato il 30 dicembre 2008 dopo avere mancato i playoff per il terzo anno consecutivo.

## Scelte nel Draft 2008
| Scelte dei Broncos nel Draft 2008 |                     |                  |               |
| Giro/Scelta                       | Giocatore           | Ruolo            | College       |
| 1/12                              | Ryan Clady          | Offensive tackle | Boise State   |
| 2/42                              | Eddie Royal         | Wide Receiver    | Virginia Tech |
| 4/108                             | Kory Lichtensteiger | Centro           | Bowling Green |
| 4/119 (Da Washington)             | Jack Williams       | Cornerback       | Kent State    |
| 5/139 (Da Oakland)                | Ryan Torain         | Running back     | Arizona State |
| 5/148                             | Carlton Powell      | Defensive tackle | Virginia Tech |
| 6/183 (Da Houston)                | Spencer Larsen      | Linebacker       | Arizona       |
| 7/220                             | Josh Barrett        | Safety           | Arizona State |
| 7/227 (Da Tampa Bay)              | Peyton Hillis       | Fullback         | Arkansas      |

## Calendario
| Stagione regolare |                    |                         |                    |                    |                            |                    |
| Turno             | Data               | Avversario              | Risultato          | Record             | Stadio                     | NFL.com recap      |
| 1                 | 8/9                | at Oakland Raiders      | V 41–14            | 1–0                | McAfee Coliseum            | Recap              |
| 2                 | 14/9               | San Diego Chargers      | V 39–38            | 2–0                | Invesco Field at Mile High | Recap              |
| 3                 | 21/9               | New Orleans Saints      | V 34–32            | 3–0                | Invesco Field at Mile High | Recap              |
| 4                 | 28/9               | at Kansas City Chiefs   | S 19–33            | 3–1                | Arrowhead Stadium          | Recap              |
| 5                 | 5/10               | Tampa Bay Buccaneers    | V 16–13            | 4–1                | Invesco Field at Mile High | Recap              |
| 6                 | 12/10              | Jacksonville Jaguars    | S 17–24            | 4–2                | Invesco Field at Mile High | Recap              |
| 7                 | 20/10              | at New England Patriots | S 7–41             | 4–3                | Gillette Stadium           | Recap              |
| 8                 | Settimana di pausa | Settimana di pausa      | Settimana di pausa | Settimana di pausa | Settimana di pausa         | Settimana di pausa |
| 9                 | 2/11               | Miami Dolphins          | S 17–26            | 4–4                | Invesco Field at Mile High | Recap              |
| 10                | 6/11               | at Cleveland Browns     | V 34–30            | 5–4                | Cleveland Browns Stadium   | Recap              |
| 11                | 16/11              | at Atlanta Falcons      | V 24–20            | 6–4                | Georgia Dome               | Recap              |
| 12                | 23/11              | Oakland Raiders         | S 10–31            | 6–5                | Invesco Field at Mile High | Recap              |
| 13                | 30/11              | at New York Jets        | V 34–17            | 7–5                | Giants Stadium             | Recap              |
| 14                | 7/12               | Kansas City Chiefs      | W 24–17            | 8–5                | Invesco Field at Mile High | Recap              |
| 15                | 14/12              | at Carolina Panthers    | S 10–30            | 8–6                | Bank of America Stadium    | Recap              |
| 16                | 21/12              | Buffalo Bills           | S 23–30            | 8–7                | Invesco Field at Mile High | Recap              |
| 17                | 28/12              | at San Diego Chargers   | S 21–52            | 8–8                | Qualcomm Stadium           | Recap              |

Note: Gli avversari della propria division sono in grassetto.

## Classifiche
| AFC West               | AFC West | AFC West | AFC West | AFC West | AFC West | AFC West | AFC West | AFC West | AFC West |
|                        | V        | S        | P        | %        | DIV      | CONF     | PF       | PS       | Str.     |
| ---------------------- | -------- | -------- | -------- | -------- | -------- | -------- | -------- | -------- | -------- |
| (4) San Diego Chargers | 8        | 8        | 0        | .500     | 5–1      | 7–5      | 439      | 347      | V4       |
| Denver Broncos         | 8        | 8        | 0        | .500     | 3–3      | 5–7      | 370      | 448      | S3       |
| Oakland Raiders        | 5        | 11       | 0        | .313     | 2–4      | 4–8      | 263      | 388      | V2       |
| Kansas City Chiefs     | 2        | 14       | 0        | .125     | 2–4      | 2–10     | 291      | 440      | S4       |